# سبا (وحدتية)
سبا (بالفارسية: سبا) هي قرية تقع في إيران في قسم وحدتية الريفي. يقدر عدد سكانها بـ 77 نسمة بحسب إحصاء 2016.